# Taïwan Table Tennis Masters
 (janvier 2015).
Si vous disposez d'ouvrages ou d'articles de référence ou si vous connaissez des sites web de qualité traitant du thème abordé ici, merci de compléter l'article en donnant les références utiles à sa vérifiabilité et en les liant à la section « Notes et références ».
Le Taïwan Table Tennis Masters est un tournoi annuel de tennis de table. Il se tient au début du mois de janvier et se déroule à la Kaohsiung Arena dans la ville de Kaohsiung au sud-ouest de Taïwan. C'est un tournoi sur invitation non reconnu par l'ITTF et considéré comme un tournoi amical.

## Histoire
Le Masters se déroule depuis 2014. Mais le tournoi a depuis changé de nom à la suite du retrait de différents sponsors. La deuxième édition s'est déroulée du 1er janvier au 4 janvier 2015. Y ont notamment participé : Dimitrij Ovtcharov, Jun Mizutani, Gao Ning, Joo Sae Hyuk, Chen Chien-an, Jean-Michel Saive ou encore Marcos Freitas. Ce tournoi est notamment connu du très grand public pour un match d'anthologie ayant opposé en 2014 la star locale, Chuang Chih-Yuan au joueur belge Jean-Michel Saive, obtenant plus de trois millions de vues sur YouTube. Ce match ayant été appelé « le match le plus hilarant de l'histoire ».
L'année 2014 a vu la victoire du joueur japonais Jun Mizutani. En 2015, c'est le joueur allemand Dimitri Ovtcharov qui s'est imposé face à ce même joueur japonais.
Il est à noter que l'entrée est gratuite pour le public et que l'organisation du tournoi prévoit des séances de dédicaces par tous les joueurs présents au tournoi. 
Le tournoi était, cette année[Quand ?], organisé en quatre poules de trois joueurs. Les deux premiers de chaque poule étant qualifiés pour le tableau final. Ce tournoi a accueilli cette année 2015 quelques-uns des meilleurs joueurs actuels ainsi que d'anciennes gloires du tennis de table, affichant toujours un niveau de jeu très compétitif.